# Can Puig (Sant Pere de Ribes)
Can Puig és una obra del municipi de Sant Pere de Ribes (Garraf) protegida com a bé cultural d'interès local.

## Descripció
El conjunt està format per diversos edificis. El cos principal consta de planta baixa i dos pisos i terrat amb balustrada i torratxa de planta quadrada. La façana principal té totes les obertures allindanades. Als balcons del primer pis, s'han respectat les restes de pintura original que imitava marbre. A la part superior d'aquesta façana hi ha un rellotge de sol.
La façana posterior presenta al cos principal, una galeria d'arcades de mig punt al primer i al segon pis, amb balustrada i terrat a la part superior.
El cos lateral dret consta de planta baixa i un pis i està cobert amb teulada a dues vessants. Té porta d'accés d'arc escarser i una galeria d'arcs de mig punt. El conjunt es completa amb una tanca perimetral.

## Història
Les diverses dates inscrites en el conjunt de Can Puig, permeten interpretar el procés de construcció. La data més antiga que apareix és la de l'any 1791 que figura a la dovella central de l'arc d'entrada del cos lateral dret, juntament amb el nom "Pere Puig". A aquesta primera construcció seguiria la de l'edifici principal bastit el 1853, i el conjunt es completaria l'any 1856, ja que aquestes dues dates apareixen en dos punts diferents de Can Puig; la primera, a la porta situada a l'esquerra de la façana (a la de la dreta hi ha les inicials P.P.) i al rellotge de sol superior i la segona, en una porta lateral de la tanca.
En l'actualitat, el conjunt convenientment restaurat, ha passat a ser utilitzat com a centre d'ensenyament.